# Kanton Corte
Corte is een kanton van het Franse departement Haute-Corse. Het kanton maakt deel uit van het arrondissement Corte.
Het kanton omvatte tot 2014 uitsluitend de gemeente Corte.
Bij de herindeling van de kantons door het decreet van 26 februari 2014, met uitwerking op 22 maart 2015, werd het kanton uitgebreid met de 7 gemeenten van het opgeheven kanton Venaco, namelijk :
- Casanova
- Muracciole
- Poggio-di-Venaco
- Riventosa
- Santo-Pietro-di-Venaco
- Venaco
- Vivario